# Trockenhänge bei Unsleben

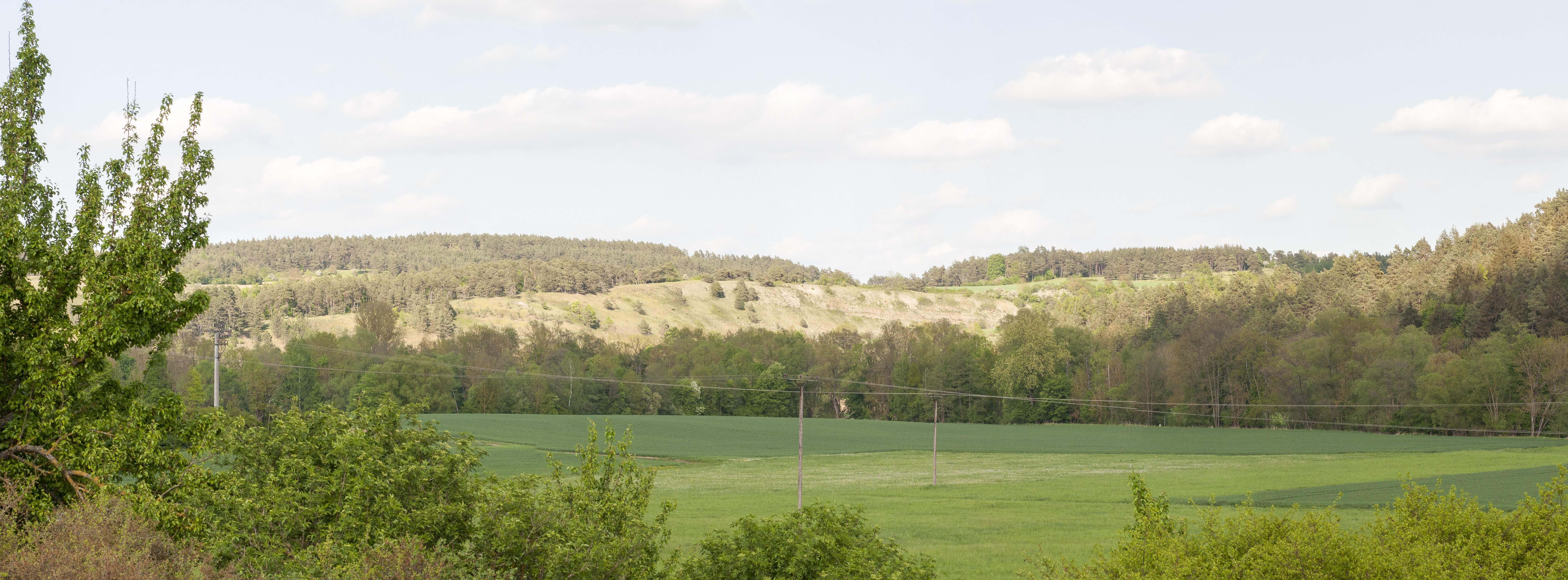
Naturschutzgebiet Trockenhänge bei Unsleben (Mai 2015)

Das Naturschutzgebiet Trockenhänge bei Unsleben liegt auf dem Gebiet der Gemeinde Unsleben im unterfränkischen Landkreis Rhön-Grabfeld.
Das aus zwei Teilflächen bestehende Gebiet erstreckt sich östlich des Kernortes Unsleben. Unweit südlich des Gebietes fließt der Lohngraben, ein linker Zufluss der westlich fließenden Streu. In der Mitte der südlichen Teilfläche liegt der Jüdische Friedhof Unsleben.

## Bedeutung
Das rund 41 ha große Gebiet mit der Nr. NSG-00336.01 wurde im Jahr 1988 unter Naturschutz gestellt.